# Ny svensk släktbok
Ny svensk släktbok är titeln på ett genealogiskt uppslagsverk utgivet häftesvis 1901–1906 av Gustaf C:son Leijonhufvud och Karl K:son Leijonhufvud. Syftet var att åstadkomma en motsvarighet för icke-adliga ätter till adelns ättartavlor, det vill säga i tabellform givna presentationer över en släkts alla medlemmar genom tiderna. 
Namnet anspelade på den som en fortsättning på Gabriel Anreps Svensk slägtbok.
Detaljrikedomen på uppgifterna varierar mellan varje släkt då uppgifterna är baserade på frivilliga redogörelser från enskilda släktmedlemmar. Häftena omfattar tillsammans ett band. Släktboken omfattar totalt cirka 18 000 personer från följande släkter och släktgrenar:
Utgivningen blev dock kortvarig, Svensk slägtkalender, som 1889–1908 utgavs under namnet Svenska ättartal hade snarast samma upplägg. Den ersattes dock därefter av Svenska släktkalendern som länge endast upptog levande grenar av släkterna. I nutid välkomnar den däremot både ännu levande och utslocknade släkter och släktgrenar.
- Abenius
- Adam
- Ahlqvist
- Almlöf
- Almqvist
- Angerstein
- Arborelius
- Arfwedson
- Arhusiander
- Aspelin
- Aurelius
- Bæckström
- Baer
- Bergström
- Björkman
- Björn
- Bohnstedt
- Bonvieur, Bonvier, Bonveier
- Borelius
- Boström
- Brandberg
- Brandenburg
- Bredberg
- Brunnmark
- Bröms
- Burén
- Cassel
- Cederblom
- Christierson
- Claëson
- Cronstrand
- Dickson
- Didrikson
- Dreilick
- Durling
- Dyrseen
- Edgren
- Edman
- Egerström
- Elliot
- Ericson
- Fagerlin
- Falk
- Fisher
- Flodman
- Fornander
- Fredenberg
- Frunck
- Fröberg
- Geijer
- Gesala-släkten (Geselius)
- Gibson
- Gilljam
- Hagberg
- Hagström
- Halenius, Hallenius
- Hammerstrand
- Hanngren
- Hasselrot
- Hazelius
- Hedengren
- Hjort
- Hollgren
- Hülphers
- Hyberg
- In de Betou
- Ingelsbo-släkten
- Juringius
- Jäderlund
- Järta
- Kellgren
- Key
- Keyser
- Killander
- Kinnander
- Kjörling och Körling
- Klerck
- Kreüger
- Kugelberg
- Langelius
- Leopold
- Lettström
- Lindeström-Sneckenström
- Linnartson och Lennartson
- Livin, Livijn, Liwijn
- Lothigius
- Lovén
- Lundblad
- Lundman
- Luthander
- Lysholm
- Löfman
- Magnus
- de Maré
- Mesterton
- Moderus, Modéer
- Nauman
- Nisser
- Nobel
- Noréus
- Norin
- Nystedt
- Nyström
- Odelberg
- Personne
- Petersohn
- Petri
- Phalén
- Pontin
- Psilander
- Quensel
- Rhedin
- Ringborg
- Robsahm
- Roselius
- Rothstein
- Rudelius, Högruda-släkten
- Salander
- Salander
- Salwén
- Schale
- Schenström
- Schülter, Schlytern och Schlyter
- Sebardt
- Sidenbladh
- Sjögreen
- Sommelius
- Spaak
- Starbäck
- Stora Lyngås-släkterna
- Strandberg
- Sundius
- Swartz
- Svedelius
- Sylvén
- Tegnér
- Tengblad
- Thulin
- Torpadius och Torpadie
- Ulrich
- Upmark
- Utterström
- Wallenius
- Wallensteen
- Wancke
- Vasberg
- Wester
- Wibjörnson
- Wiselgren
- Wijkström
- Wikblad
- Wikström
- Wilander
- Wistrand
- Ygberg
- Zethelius
- Zimmerman
- Årman
- Älf
- Örn